# Liste der Kardinalpriester von Sant’Andrea delle Fratte
Folgende Kardinäle waren Kardinalpriester von Sant’Andrea delle Fratte (lat. Titulus Sancti Andreae Apostoli de Hortis):
- Paolo Marella (1960–1972)
- Joseph Cordeiro (1973–1994)
- Thomas Joseph Winning (1994–2001)
- Ennio Antonelli (2003–)